# سوزيتي مونتالفاو
سوزيتي مونتالفاو (ولدت في فبراير 1965) هي عداءة برازيلية.  تنافست في سباق  النساء 4 × 400 متر  في الألعاب الأولمبية الصيفية 1988.

## روابط خارجية
- سوزيتي مونتالفاو على موقع الاتحاد الدولي لألعاب القوى (الإنجليزية)
- سوزيتي مونتالفاو على موقع أوليمبيديا (الإنجليزية)